# Кобринская пуща
Ко́бринская пу́ща — лесной массив, до недавнего времени существовавший на Полесье и примыкавший к Беловежской пуще. Располагался между деревнями Рыгали и Горск (Берёзовский район (Брестская область)), на реке Винец. Кобринская пуща впервые упоминается в 1577 году. Название происходит от города Кобрина. Массовая вырубка пущи началась в XIX веке, во второй половине XX века были уничтожены последние её остатки. Ныне топоним Кобринская пуща среди местного населения не употребляется.